# Råde
Råde es un municipio en la provincia de Østfold, Noruega. El centro administrativo es el pueblo de Karlshus.  La parroquia de Raade fue establecida como municipio el 1 de enero de 1838.  
Los municipios vecinos son Rygge, Våler, Sarpsborg y Fredrikstad.  En este municipio hay cuatro pueblos principales: Karlshus, Saltnes, Missingmyr y Slangsvold.

## Información general

### Nombre
El municipio (originalmente la parroquia) toma su nombre de la antigua granja de Råde (en antiguo nórdico: Róða), desde que la primera iglesia se construyó en el área. El nombre es similar a la palabra róða que significa "palo" o "vara".  Se refiere aquí a una larga colina y a la granja y la iglesia localizadas en su cima. Antes de 1921, el nombre era escrito Raade.

### Escudo de armas
El escudo de armas data de tiempos modernos. Les fue otorgado el 30 de mayo de 1980. El diseño del escudo es en lo que heráldica llaman armas parlantes. Éste muestra una banda amarilla sobre un fondo verde. El escudo simboliza una morrena y una vía glaciar de la época de los glaciares que corre a través del municipio. El color verde simboliza los suelos fértiles.  